# Enza (rivière)
Pour les articles homonymes, voir Enza.
L'Enza (Incia en latin, Èinsa en émilien) est cours d'eau des Apennins de l’Italie septentrionale, affluent de droite du Pô.
Il prend sa source dans les Apennins tosco-émiliens. Il délimite actuellement les confins entre les provinces de Parme et Reggio d'Émilie ; c’était historiquement la dorsale des Terre Matildiche et de la  Valle dei Cavalieri.

## Parcours du fleuve

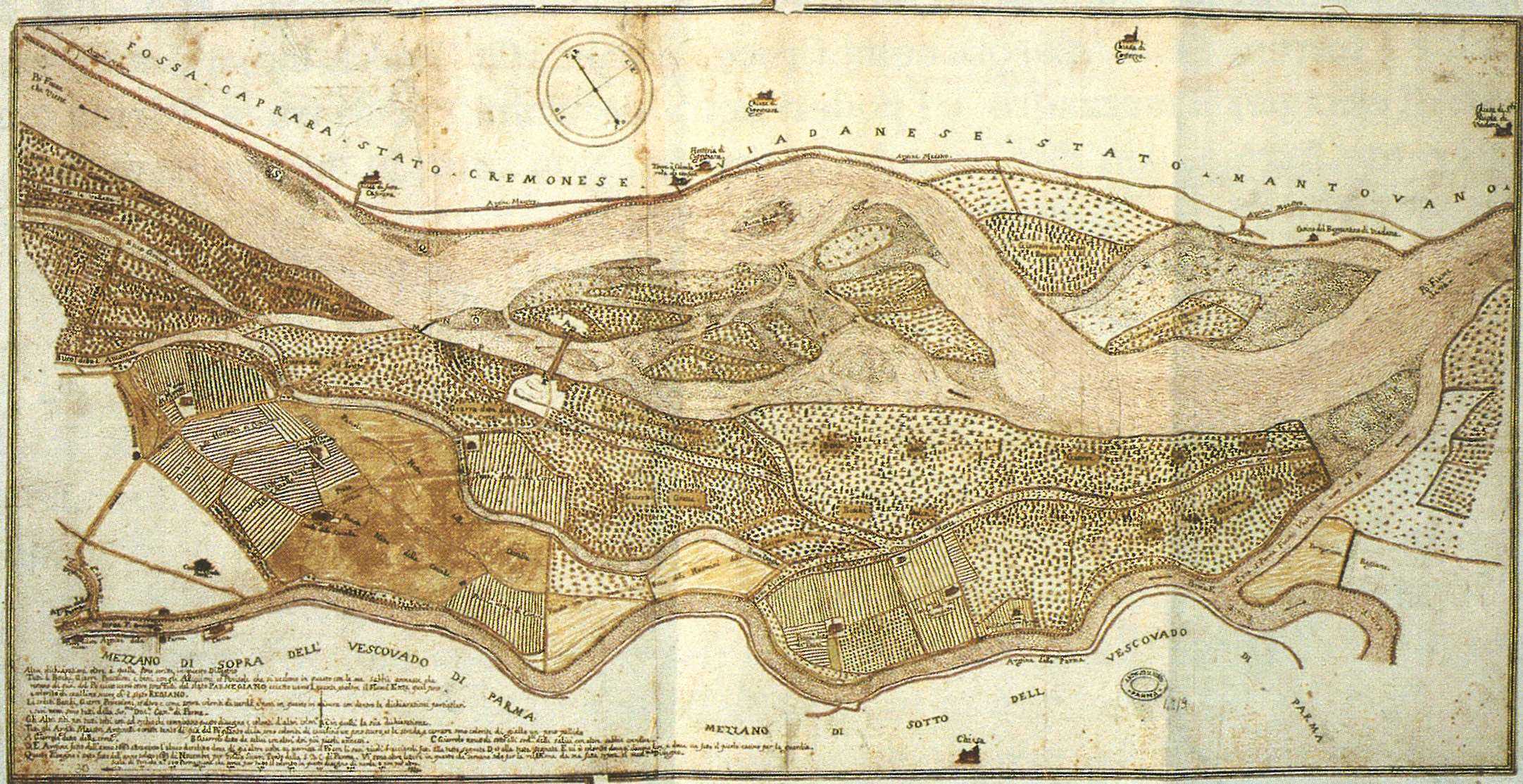
carte de 1683 représentant les rivières Parma et Enza en confluence dans la rivière Po

Il naît du mont Palerà, peu distant des Alpe di Succiso, sur les Apennins tosco-émiliens, à 1 157 mètres du lac artificiel Paduli ou de Lagastrello, en province de Massa et Carrare et développe son cours de 93 km, séparant les provinces de Parme et  Reggio d'Émilie.
Sur le tronçon de plaine, il s’élargit notablement, avec un lit caillouteux et diverses ramifications. Il débouche dans le Pô près de Brescello.
Principalement le cours du fleuve se divise en deux tronçons communément appelés haut val d'Enza et (basse) val d'Enza, caractérisés par des typologies géographiques nettement distinctes, tant par le physique que par l’histoire ; la première partie se développe depuis le bassin du  Lagastrello et sinue entre les roches et forêts des Apennins, alors que la seconde partie se répand sur le versant de la plaine du Pô.

## Régime
Venant des Apennins, l'Enza ressent fortement les précipitations avec de tumultueuses crues annuelles (bien supérieures aux 1 000 m3/s) et des sécheresses estivales.
Durant le printemps, il reçoit pourtant une légère contribution de la fonte des neiges des Apennins.
Il fournit au Pô un débit moyen de 12 m3/s.

## Sources
- (it) Cet article est partiellement ou en totalité issu de l’article de Wikipédia en italien intitulé « Enza » (voir la liste des auteurs).